# 満洲語
- 満洲語
- 滿洲語
- 満州語

満洲語（まんしゅうご、中国語: 满语、満洲語: ᠮᠠᠨᠵᡠ
ᡤᡳᠰᡠᠨ、転写: manju gisun）は、ツングース語族に属する言語の一つである。清王朝の支配民族にあたる満洲族の母語で、「清語」「国語」などとも呼ばれていた。

## 概要

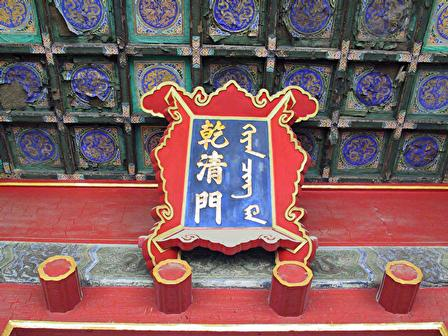
紫禁城・乾清門の扁額。左が漢文（ピンイン:qián qīng mén）、右が満洲語（、ローマ字転写: kiyan cing men）

満洲語で表記された「中国」(dulimbai gurun, 「中央の国」の意）

満洲族は中国の統計で、1千万人を超える人口を有する。しかし、一方で清代の長年にわたり、人口の上では圧倒的な少数派でありながら支配者として漢民族を含む中国全体に君臨した結果、満洲族の文化は中国文化と融合・同化していった。そして清が滅び、漢民族が主体の時代に入ると、その同化速度は加速していくこととなり、多くの固有の文化が失われていった。
満洲語もそのようにして失われていった文化の一つであり、清朝末期には、ほとんどの満洲族は満洲語を使用しなくなった。満洲語の話者は満洲族の間でも極めて少なく、2023年現在、消滅危険度が最も高い「極めて深刻」と評価されることもある。2019年時点で満洲語を母語（第一言語）とする者は15人ほどしかいないとされる。満洲語の分岐であるシベ語も3万人ほどの第一言語話者を抱えており、後天的に満洲語を習得した第二言語話者は数千人いるとされている。
清朝では、民間の漢人による満洲語と満洲文字の習得が禁止されていた。漢人で満洲語と満洲文字を学ぶことを許されたのは、科挙合格者のうち第一等及び第二等を獲得し中央政治への参加を認められた者（状元・榜眼）のみであった。
満洲語は中国の歴史学者にとっては高い歴史的価値を有し、特に清朝の研究については、漢文の文献には表記されていない内容を提供することが可能である。漢文と共に併記されている場合は、それを理解するための補助言語になり得る。満洲語は限られた母音調和がみられる膠着語で、単語は主に女真語に対応することが実証されている。モンゴル語と中国語からの借用語が存在する。
満洲文字はアラム文字、ソグド文字、ウイグル文字、モンゴル文字などを親の文字体系とし、縦書き専用の文字で、行は左から右に進む。各文字は、語頭・語中・語尾により異なった字形を持つ。ᠠᠮᠠ (ama, 「父親」)、ᠠᡧᠠ (aša, 「叔父（母方の兄弟）」)、ᡝᠮᡝ (eme, 「母親」)、ᡝᡧᡝ (eše, 「叔母（母方の兄弟の妻）」)のように、母音の違いにより性別を区別することがある。満洲語版のネルチンスク条約では、「中国の書」を意味する ᡩ᠋ᡠ᠋ᠯᡳᠮᠪᠠᡳ
ᡤᡠᡵᡠᠨ ‍ᡳ
ᠪᡳᡨ᠌ᡥᡝ (dulimbai gurun -i bithe)と表記される。
アイデンティティを維持すべく、清朝は旗人に向けて満洲語の授業と試験を行い、秀でた者を奨励した。漢文の儒学に関する書籍が満洲語に翻訳され、満洲語の文学は発展を遂げた。
満洲語の辞書を作ることも行われ、特に1787-94年（乾隆52-59）頃には乾隆帝の勅命により満洲語、チベット語、モンゴル語、ウイグル語（アラビア文字表記）、漢語に対応した辞書の「御製五体清文鑑」 (ᡥᠠᠨ ‍ᡳ
ᠠᡵᠠᡥᠠ
ᠰᡠᠨᠵᠠ
ᡥᠠᠴᡳᠨ ‍ᡳ
ᡥᡝᡵᡤᡝᠨ
ᡴᠠᠮᠴᡳᡥᠠ
ᠮᠠᠨᠵᡠ
ᡤᡳᠰᡠᠨ ‍ᡳ
ᠪᡠᠯᡝᡴᡠ
ᠪᡳᡨ᠌ᡥᡝhan-i araha sunja hacin-i hergen kamciha manju gisun-i buleku bithe) が編纂された。

「御製五体清文鑑」の一部。上から満洲語、チベット語、チベット語の発音を満洲文字で示したもの、モンゴル語、ウイグル語（アラビア文字表記）、ウイグル語の発音を満洲文字で示したもの、漢文

イエズス会士も満洲語と満洲文字を習得し、フェルディナント・フェルビーストが康熙帝に天文学・数学・地理学を満洲語で講義を行った。漢文書籍でヨーロッパに紹介されたものは満洲語訳からフランス語に翻訳されたものが多く、ヨーロッパの科学知識も満洲語訳を介して漢文にされたものも多い。
しかし、旗人の間における満洲語の使用は、少なくとも18世紀、即ち乾隆帝の時代から減少する兆しがあった。記録によると、盛京（現: 遼寧省瀋陽）の筆帖式ゴルミン（果爾敏）は、乾隆帝が満洲語で話した内容を理解することができず、漢文で乾隆帝とコミュニケーションを取った。
清王朝中後期に至ると満洲族は徐々に漢語を使用するようになり、現在満洲語及び満洲文字を解す人は少ないとされている。しかし、21世紀に入るとインターネットが普及し、満洲語も僅かだが回復する兆しが見えた。
中華人民共和国の満洲族自治地域では消印や公文書、政府機関の標識などに満洲文字が漢字と併記されている。
21世紀初頭の中国では一部の学生の間にも満洲語が広まっており、部活やサークルなどが次々と生まれた。2005年10月1日にはハルピン工程大学で満洲-ツングース言語研究会が成立し、同年10月23日には当大学で初心者向けの第1期満洲語義務教育初級クラスが開講した。同年11月には黒竜江大学の趙阿平教授がハルピン工程大学にて満洲語の現状に関する学術報告を行った。2006年4月9日、第2期義務教育初級クラスが開講した。
2006年5月15日、東北農業大学で満洲語協会が成立し、同月27日に第1期満洲語義務教育初級クラスが開講した。
2008年6月、ハルピン市阿城区のハルピン科学技術職業学院が満洲語専門を生徒募集範囲内に置き、中国国内初の満洲語を学べる専門学校となった。第1期は生徒を30人募集する計画であった。
メディアの報道によると、2009年4月、ハルピン市香坊区莫力街村小学校が満洲語クラスを初めてから2年間で、生徒不足に陥ったという。
2010年6月、東北師範大学が満洲文字書法協会を設置、会員登録者数は70人、当大学の満洲文字クラスの学習者数は32人に登った。同年9月、吉林建築工程学院にて満洲語クラスが開講し、学習者は20人であった。吉林大学の学生が自発的に開設した満洲語のクラスには学習者が80人余りおり、長春市の民間人や吉林省社会科学院は満洲語のクラス及び満洲語の読書会を設けている。
定かでは無いが、2011年6月、中国大陸で満洲語使用者の人数は2000人を超えているとされている（シベ族を除く）。その中でも吉林省長春市と白山市には200人余りが満洲文字を解すことができる。学習者の人数は既に見積もることはできないとされている。
2011年2月、吉林省白山市満洲族学堂が18日にわたる満洲語の特訓を行い、吉林省と遼寧省の満洲族自治地方に満洲語の教師を提供した。その後、毎年の夏休みと冬休みに特訓クラスが開催されている。
2012年9月、｢満族在線（満洲族オンライン）｣サイトの会員が吉林省延吉市と天津市で満洲語のクラスを開設した。
現在、中国大陸では北京、瀋陽、長春、ハルピン、天津、西安、成都などで固定の時間帯で受講する満洲語のクラスが存在する。受講者の人数も少なくはない。
2012年12月、北京市索倫珠（ソロンジュ）満洲語文トレーニングセンター（中国語：索伦珠满语文培训中心）の協力のもとで、中国人民大学附属中学校が満洲語の部活を開始した。その後撫順第一中学校、北京大学附属中学校でも満洲語関連の部活や選択科目が設置された。

## 系統
満洲語は、言語学的にはツングース諸語に分類される膠着語である。アルタイ語族があるとすればツングース語派に分類されることになる。シベ語、ナナイ語、ウリチ語、ウィルタ語と同じく南ツングース語群に属する。女真語とは対応する単語が多数存在し、近縁とされるが、親子関係にはない。

## 方言および変種
南北2つの方言があるとされる。

### 北部方言
- 北音：黒龍江一帯の方言。
- 東音：寧古塔を中心に東は日本海に至る地域の方言。

2021年現在、中国東北部（黒龍江省富裕県友誼ダウール族満洲族キルギス族郷三家子村など）で継承されている満洲語は、東音を主体として北音の影響を受けた変種である。

### 南部方言
- 南音：長白山一帯の方言。盛京（瀋陽）でも話されていた方言であり、この方言（女真語建州方言）を基に満洲語文語（満洲文字）が作られた。
- 西音：入関（清の中原支配開始）後、北京で話されていた方言。「京語」ともいう。南音を基盤に北音と東音の影響を受けて成立した。

西音は北京にて消失した。南音は中国東北部では既に消滅したものの、新疆にてシベ語として継承されている。

## 音韻
以下に満洲文語の音韻を概観する（ローマ字はメレンドルフ方式による満洲文字の翻字である）。必要に応じて国際音声記号による補足説明を加える。

### 母音

#### 単母音
- 以下の7つがある。

| 文字 | IPA | 位置及び備考                                               |
| ---- | --- | ---------------------------------------------------------- |
| a    | [ɑ] | 大部分                                                     |
| a    | [a] | t,d,n,l,mの前                                              |
| a    | [ɛ] | 口蓋化子音の後                                             |
| e    | [ɤ] | 大部分（現代中国語と同じ）                                 |
| e    | [ə] | アクセントのない音節の場合                                 |
| e    | [e] | 口蓋化子音の後                                             |
| i    | [i] |                                                            |
| o    | [ɔ] |                                                            |
| o    | [o] | アクセントのない音節と語頭は[o]になることがある            |
| u    | [u] | 円唇                                                       |
| ū    | [ʊ] | 通常g, k, hの直後にのみ現れ、[ʊ]のような音であるとみられる |
| ioi  | [y] | [y]のような音であるとみられる（外来音）                    |

#### 二重母音
|        | 文字 | IPA  | 備考                                    |
| ------ | ---- | ---- | --------------------------------------- |
| -i系統 | ai   |      |                                         |
| -i系統 | ei   |      |                                         |
| -i系統 | oi   |      |                                         |
| -i系統 | ui   |      |                                         |
| -i系統 | ūi   |      |                                         |
| -o系統 | ao   | [ɑu] |                                         |
| -o系統 | eo   | [ɤu] |                                         |
| -o系統 | io   | [iu] |                                         |
| -o系統 | oo   |      | ooはoの長母音ではなくむしろaoに近く発音 |

#### 母音調和
男性（陽性）母音・女性（陰性）母音・中性母音による母音調和が存在するが、厳格ではない。
| 男性母音 | a, o, ū |
| 女性母音 | e       |
| 中性母音 | i, u    |

### 子音
|                  | 唇音       | 歯茎音           | 後部歯茎音   | そり舌音 | 硬口蓋音 | 軟口蓋音   | 口蓋垂音   |
| ---------------- | ---------- | ---------------- | ------------ | -------- | -------- | ---------- | ---------- |
| 鼻音             | m[m]       | n[n]             |              |          |          | ng[ŋ]      |            |
| 破裂音           | p[p], b[b] | t[t], d[d]       | c[tʃ], j[dʒ] |          |          | k[k], g[ɡ] | k[q], g[ɢ] |
| 破擦音           |            | (ts[ts], dz[dz]) |              |          |          |            |            |
| 摩擦音           | f[f]       | s[s]             | š[ʃ]         | (ž[ʐ])   |          | h[x]       | h[χ]       |
| 震え音           |            | r[r]             |              |          |          |            |            |
| 側面音           |            | l[l]             |              |          |          |            |            |
| 接近音（半母音） | w[w]       |                  |              |          | y[j]     |            |            |

- p―bなど無声・有声の対立は、かつて有気・無気（/pʰ/―/p/など）の対立だったという見方もある。
- sは[s]であるがiの直前でのみ[ʃ]であった。
- c, jは硬口蓋破擦音[ʧ, ʤ]であった。
- šは[ʃ]であるがiの直前でのみ[ʂ]であった。šiは固有の満洲語にはなく、漢文を音訳する際に用いる。
- k, g, hは男性母音a, o, ūの直前では口蓋垂音[q, ɢ, χ]、女性母音・中性母音e, u, iの直前では軟口蓋音[k, ɡ, x]であったと見られる。
- ngはnとgの2音ではなく軟口蓋鼻音[ŋ]を表す。
- ts, dz, žは中国語を音訳するときに用いる。

### 音素配列上の特徴
音素の配列において以下のような特徴があり、それらの中には日本語と類似するものも少なくない。ただしrとlの区別がある。
- wの直後にはa, e以外の母音が来ない。
- 借用語を除いてt, dの直後にはiが来ない。
- yの直後には母音iが来ない。またこの特色は普通話にも影響を与えており、拼音では母音iで始まる単語には発音されないyを付けて表記される。[要出典]
- ūは通常k, g, hの直後にのみ来うる。
- 固有語においてrは語頭に立たない。
- ngは音節頭に立たない。語中のngはk, gの直前にのみ現れる。
- 音節末に立ちうる子音はb, m, t, n, r, l, s, k, ngである。
- 語末に来うる子音はnのみである（ただし外来語はこの限りでない）。
- 通常、音節頭あるいは音節末に子音が連続しない（ただし、音節末子音と音節頭子音が連続することはありうる）。

## 表記
満洲語の表記は、モンゴル文字を改良して作られた満洲文字を使う。一方でラテン文字転写も盛んに行われている。主な転写法にメレンドルフ式と漢語拼音式があり、違いは以下の通りである。
| 音素     | メレンドルフ式 | 漢語拼音式  |
| -------- | -------------- | ----------- |
| [ʊ]      | ū              | v           |
| [ʃ]      | š              | x           |
| [tʃ]     | c              | q           |
| [ts]     | ts             | c           |
| [dz]     | dz             | z           |
| [ʐ]      | ž              | ŕ           |
| [y]      | ioi            | iui         |
| 二重母音 | ao,eo,io,oo    | au,eu,iu,ou |

## 文法
満洲語は類型論的に膠着語に分類され、語順は日本語と同じく「主語―補語―述語 (SOV)」の順である。修飾語は被修飾語の前に置かれる。
|  | si   |  | manju bithe           |  | tacimbi. |  | （汝は満洲の書を学ぶ） |
|  | 主語 |  | 修飾語 被修飾語 補 語 |  | 述語     |  |                        |

また、関係代名詞がなく代わりに動詞が連体形を取って名詞を修飾する。
|  | soktoho |  | niyalma |  | （酔った人） |
|  | 連体形  |  | 名詞    |  |              |

さらに、動詞を活用する（動詞語幹に接尾辞を付ける）ことで、日本語で言う過去形や連用形と同じ働きを、動詞に持たせることができる。
例えば、動詞 ᡤᡝᠨᡝᠮᠪᡳ genembi（行く）の語幹 ᡤᡝᠨᡝ᠊ gene- に、過去を表す hV (Vは母音)をつけ ᡤᡝᠨᡝᡥᡝ gene-he とすると"行った"となる。大抵の場合、"hV"で過去を表せるが、例外もある。
ᡨᡠ᠋ᠴᡳᠮᠪᡳ tucimbi（出る）, ᠵᠠᠯᠠᠮᠪᡳ jalambi（止める）, ᠵᠣᠮᠪᡳ jombi（思い出す）, ᠰᠠᠮᠪᡳ sambi（知る）, ᠰᡝᠮᠪᡳ sembi（言う）, ᡠᡴᠠᠮᠪᡳ ukambi（逃げる）, ᠰᡠᠩᡴᡝ sumbi（脱ぐ）などには-kVを付け、其々ᡨᡠ᠋ᠴᡳᡴᡝ tucike (出た), ᠵᠠᠯᠠᡴᠠ jalaka　(止めた), ᠵᠣᠩᡴᠣ jongko　(思い出した), ᠰᠠᡥᠠ saha　(知った), ᠰᡝᡥᡝ sehe　(言った),  ᡠᡴᠠᡴᠠ ukaka (逃げた), ᠰᡠᠩᡴᡝ sungke(脱いだ)　とするのが一般的である。
- ᡨᡝ᠋ᡵᡝ
ᠰᠠᡵᡤᠠᠨ
ᠵᡠᡳ
ᡥᠣᡨ᠋ᠣᠨ
ᡩ᠋ᡝ᠋
ᡤᡝᠨᡝᡥᡝ᠉ tere sargan jui hoton de gene-he.（その娘は町へ行った）
- ᡨᡝ᠋᠋ᡵᡝ
ᠰᠠᡵᡤᠠᠨ
ᠵᡠᡳ
ᠪᠣᠣ
ᠴᡳ
ᡨᡠ᠋ᠴᡳᡴᡝ᠉ tere sargan jui boo ci tuci-ke.（その娘は家から出た）
- ᡨᡝ᠋ᡵᡝ
ᠰᠠᡵᡤᠠᠨ
ᠵᡠᡳ
ᠪᠣᠣ
ᠴᡳ
ᡨᡠ᠋ᠴᡳᠮᡝ᠈
ᡥᠣᡨ᠋ᠣᠨ
ᡩ᠋ᡝ᠋
ᡤᡝᠨᡝᡥᡝ᠉ tere sargan jui boo ci tuci-me, hoton de gene+he.（その娘は家から出て、町へ行った）
- ᡨᡝ᠋ᡵᡝ
ᠰᠠᡵᡤᠠᠨ
ᠵᡠᡳ
ᠪᠣᠣ
ᠴᡳ
ᡨᡠ᠋ᠴᡳᡶ᠋ᡳ᠈
ᡥᠣᡨ᠋ᠣᠨ
ᡩ᠋ᡝ᠋
ᡤᡝᠨᡝᡥᡝ᠉ tere sargan jui boo ci tuci-fi, hoton de gene+he.（その娘は家から出た後、町へ行った）
- ᡨᡝ᠋ᡵᡝ
ᠰᠠᡵᡤᠠᠨ
ᠵᡠᡳ
ᠪᠣᠣ
ᠴᡳ
ᡨᡠ᠋ᠴᡳᠴᡳᠪᡝ᠈
ᡥᠣᡨ᠋ᠣᠨ
ᡩ᠋ᡝ᠋
ᡤᡝᠨᡝᡥᡝ᠉ tere sargan jui boo ci tuci-cibe, hoton de gene+he.（あの娘は家から出たが、町へ行った）
- 体言の曲用は語幹の後ろに膠着的な語尾（助詞）が付くことによって表される。体言の格は主格（語尾なし）・属格 ( ‍ᡳ -i, 多くの名詞、ただしiで終わる名詞の場合は省略されうる/  ᠨᡳ -ni, ngで終わる名詞)・対格 (ᠪᡝ -be)・与位格 (ᡩ᠋ᡝ᠋ -de)・具格 ( ‍ᡳ -i/  ᠨᡳ -ni)・奪格 (ᠴᡳ -ci)・沿格（通過点を意味する、使用頻度の低い格） (ᡩ᠋ᡝ᠋ᡵᡳ -deri) がある。モンゴル語やトルコ語と異なり、曲用語尾については母音調和による交替をしない。終格 (᠊ᡨ᠋ᠠᠯᠠ -tala/᠊ᡨᡝ᠋ᠯᡝ -tele/᠊ᡨ᠋ᠣᠯᠣ -tolo) を認める場合もある。
- 人称代名詞には1人称単数 ᠪᡳ bi、1人称複数 ᠪᡝ be および ᠮᡠᠰᡝ muse、2人称単数 ᠰᡳ si、2人称複数 ᠰᡠᠸᡝ suwe、3人称単数 ᡳ i、3人称複数 ᠴᡝ ce がある。1人称複数 be は聞き手を除外した形、muse は聞き手を含めた形である。以下の表のように曲用を行う。

|             | 主格 | 属格    | 対格     | 与位格   | 奪格     |
| ----------- | ---- | ------- | -------- | -------- | -------- |
| 1人称単数   | bi   | min-i   | mim-be   | min-de   | min-ci   |
| 1人称除外形 | be   | men-i   | mem-be   | men-de   | men-ci   |
| 1人称包括形 | muse | muse i  | muse be  | muse de  | muse ci  |
| 2人称単数   | si   | sin-i   | sim-be   | sin-de   | sin-ci   |
| 2人称複数   | suwe | suwen-i | suwem-be | suwen-de | suwen-ci |
| 3人称単数   | i    | in-i    | im-be    | in-de    | in-ci    |
| 3人称複数   | ce   | cen-i   | cem-be   | cen-de   | cin-ci   |

- 指示詞は近称と遠称の2系列からなる。ᡝᡵᡝ ere（これ）― ᡨᡝ᠋ᡵᡝ tere（それ）、ᡠᠪᠠ uba（ここ）― ᡨᡠ᠋ᠪᠠ tuba（そこ）、ᡝᠨ᠋ᡨᡝ᠋ᡴᡝ enteke（こんな）― ᡨᡝ᠋ᠨ᠋ᡨᡝ᠋ᡴᡝ tenteke（そんな）、ᡠᡨ᠌ᡨᡠ᠋ uttu（このように）― ᡨᡠ᠋ᡨ᠌ᡨᡠ᠋ tuttu（そのように）などがある。
- 疑問詞には ᠸᡝ we（誰）、ᠶᠠ ya（どれ、誰）、ᠠᡳ ai（何）、ᠠᡳ᠌ᠪᠠ aiba（どこ）、ᠶᠠᠪᠠ yaba（どこ）、 ᠠᠨ᠋ᡨ᠋ᠠᡴᠠ antaka（どう）、ᠠᡳ᠌ᠨᡠ　ainu（なぜ）、ᠠᡨ᠋ᠠᠩᡤᡳ atanggi（いつ）、ᠠᡩ᠋ᠠᡵᠠᠮᡝ adarame（どのように）などがある。
- 満洲語の形容詞は語形変化をしない不変化詞である。
- 動詞は終止形・連体形・副動詞形（接続形）がある。連体形は文末に来て終止形として用いられることが少なくない。
- 後置詞は、ある種の単語の後ろに来て様々な文法的意味を付け加える付属語である。大きく分けて、体言の格形の後ろに来て格関係を表すもの、用言の後ろに来て副動詞的に用いられるもの、文末について様々なニュアンスを表すもの（日本語の終助詞に似る）がある。
- 動詞活用語尾を以下にまとめる。

| 名称   | 語尾         | 日本語訳               |
| ------ | ------------ | ---------------------- |
| 命令形 | -∅           | せよ                   |
| 希望形 | -ki          | したい、しよう         |
| 許容形 | -kini        | するがいい、させておけ |
| 願望形 | -cina        | すればなあ             |
| 懸念形 | -rahū        | しなければいいが       |
| 現在形 | -mbi         | する、している         |
| 完了形 | -hAbi, -kAbi | したのだ               |
| 未来形 | -rA          | する                   |
| 過去形 | -hA, -kA     | した                   |
| 回想形 | -mbihe       | していた、したものだ   |
| 連用形 | -me          | し                     |
| 先行形 | -fi          | してから               |
| 条件形 | -ci          | するなら               |
| 逆接形 | -cibe        | しても                 |
| 持続形 | -hAi, -kAi   | したまま               |
| 未然形 | -nggAlA      | しないうちに           |

## 語彙
満洲語の語彙には以下の特徴がある。
- 漁労、採集、畜産、騎射に関する語彙が非常に豊富である。これは満洲族が本来は狩猟民族であったことに由来する。
- ツングース諸語の一種であるため、他のツングース系言語と共通する語彙が多い。
- 満洲語の語彙の3分の1は外来語であるとみられる[独自研究?]。最も多いのは中国語（北京官話）からの借用であるが、モンゴル語、チベット語、サンスクリット語由来とみられる単語もある。

## 研究者および研究機関

### 研究者
- 烏拉熙春（愛新覚羅氏）：満洲語、女真語・女真文字、契丹語・契丹文字を研究。
- 金啓孮：満洲語、女真語・女真文字を研究。
- 劉厚生：『漢満詞典』の作者。
- 呉元豊：中国第一歴史檔案館の研究員。
- 河内良弘：『満洲語辞典』の作者。
- 清瀬義三郎則府：『満洲語文語入門』の作者。
- 安双成：『満漢大辞典』の作者。
- 季永海：『満洲語文法』の作者。
- 津曲敏郎：『満洲語入門20講』の作者。
- 胡増益：『新満漢大詞典』の作者。
- 廣定遠：満洲語の専門家。

### 研究機関
- 黒龍江省満洲語研究所（ᠰᠠᡥᠠᠯᡳᠶᠠᠨ 
ᡠᠯᠠ 
ᡤᠣᠯᠣ 
ᠮᠠᠨᠵᡠ 
ᡤᡳᠰᡠᠨ 
ᠪᡝ 
ᠰᡳᠪᡴᡳᡵᡝ 
ᡶᠠᠯᡤᠠᠩᡤᠠ, sahaliyan ula golo manju gisun be sibkire falgangga）と黒龍江大学満学研究院（ᠰᠠᡥᠠᠯᡳᠶᠠᠨ 
ᡠᠯᠠ 
ᠠᠮᠪᠠ 
ᡨ᠋ᠠᠴᡳᡴᡡᡳ 
ᠮᠠᠨᠵᡠ 
ᡨ᠋ᠠᠴᡳᠨ 
ᠪᡝ 
ᠰᡳᠪᡴᡳᡵᡝ 
ᡴᡠᡵᡝᠨ, sahaliyan ula amba tacikūi manju tacin be sibkire kuren）
- 中央民族大学中国少数民族語言文学学院少数民族語言文学系
- 日本大学文理学部史学科加藤研究室

## 書籍および参考文献
- 著者不明 『満洲実録』(ᠮᠠᠨᠵᡠ ‍ᡳ
ᠶᠠᡵᡤᡳᠶᠠᠨ
ᡴᠣᠣᠯᡳ, manju -i yargiyan kooli)
- 沈啓亮『大清全書』(ᡩᠠᡳ᠌ᠴᡳᠩ
ᡤᡠᡵᡠᠨ ‍ᡳ
ᠶᠣᠣᠨᡳ
ᠪᡳᡨ᠌ᡥᡝ, daicing gurun -i yooni bithe) 京師宛羽斎 1683年
- 著者不明 『御製増訂清文鑑』(ᡥᠠᠨ ‍ᡳ
ᠠᡵᠠᡥᠠ
ᠨᠣᠩᡤᡳᠮᡝ
ᡨ᠋ᠣᡴ᠋ᡨ᠋᠋ᠣᠪᡠᡥᠠ
ᠮᠠᠨᠵᡠ
ᡤᡳᠰᡠᠨ ‍ᡳ
ᠪᡠᠯᡝᡴᡠ
ᠪᡳᡨ᠌ᡥᡝ, han -i araha nonggime toktobuha manju gisun -i buleku bithe)
- 『満漢字清文啓蒙』(ᠮᠠᠨᠵᡠ
ᠨᡳᡴᠠᠨ
ᡥᡝᡵᡤᡝᠨ ‍ᡳ
ᠴᡳᠩ
ᠸᡝᠨ
ᡴᡳ
ᠮᡝᠩ
ᠪᡳᡨ᠌ᡥᡝ, manju nikan hergen -i cing wen ki meng bithe)
- 『庸言知旨』(ᠠᠨ ‍ᡳ
ᡤᡳᠰᡠᠨ
ᡩ᠋ᡝ᠋
ᠠᠮᡨ᠋ᠠᠨ
ᠪᡝ
ᠰᠠᡵᠠ
ᠪᡳᡨ᠌ᡥᡝ, an -i gisun de amtan be sara bithe) 1802年
- 著者不明 『ニシャン・サマン伝』(満洲語: ᠨᡳᡧᠠᠨ
ᠰᠠᠮᠠᠨ ‍ᡳ
ᠪᡳᡨ᠌ᡥᡝ, nišan saman -i bithe)
- 羽田亨著 『満和辞典』（京都帝国大学満蒙調査会） 1937年 ISBN 9-576-14233-4、または ISBN 978-9-57614-233-8
- 『ツングース-満洲(諸言)語比較辞典』(ロシア語: Сравнительный словарь тунгусо-маньчжурских языков)  ツィンツィウス(Цинциус)/編  ソビエト連邦科学出版社 (1975) ISBN 不明
- 安双成編著 『満漢大辞典』(中国語: 满汉大辞典) 遼寧民族出版社  1993年12月第1版発行 ISBN 7-80527-378-2、または ISBN 978-7-80527-378-5
- 胡増益編著 『新満漢大辞典』(中国語: 新满汉大辞典、満洲語: ᡳᠴᡝ
ᠮᠠᠨᠵᡠ
ᠨᡳᡴᠠᠨ
ᡤᡳᠰᡠᠨ
ᡴᠠᠮᠴᡳᠪᡠᡥᠠ
ᠪᡠᠯᡝᡴᡠ
ᠪᡳᡨ᠌ᡥᡝ, ice manju nikan gisun kamcibuha buleku bithe/iche manzhu nikan gisun kamchibuha buleku bithe) 新疆人民出版社 1994年
- 津曲敏郎著 『満洲語入門20講』（大学書林） 2002年1月20日第1版発行 ISBN 4-475-01857-9、または ISBN 978-4-47501-857-9
- 河内良弘、清瀬義三郎則府編著 『満洲語文語入門』（京都大学学術出版会） 2002年6月25日
- 安双成編著 『漢満大辞典』(中国語: 汉满大辞典、満洲語: ᠨᡳᡴᠠᠨ
ᠮᠠᠨᠵᡠ
ᠶᠣᠩᡴᡳᠶᠠᠩᡤᠠ
ᠪᡠᠯᡝᡴᡠ
ᠪᡳᡨ᠌ᡥᡝ, nikan manju yongkiyangga buleku bithe) 遼寧民族出版社 2007年10月 ISBN 7-80722-160-7、または ISBN 978-7-80722-160-9
- 季永海編著『満洲語文法』(中国語: 满语语法)（中央民族大学出版社）2011年3月第1版発行 ISBN 7-81108-967-X、または ISBN 978-7-81108-967-7
- 瀛生(愛新覚羅氏)著『満洲語口語音典』(中国語: 满语口语音典)（華芸出版社）2014年12月第1版発行 ISBN 7-80252-445-8、または ISBN 978-78025-244-53
- 鋤田, 智彦「清代における言語接触」『岩手大学人文社会科学部創立40周年記念国際シンポジウム報告書』、岩手大学人文社会科学部、2019年3月、47-58頁、NAID 120006705874。